# Vaio

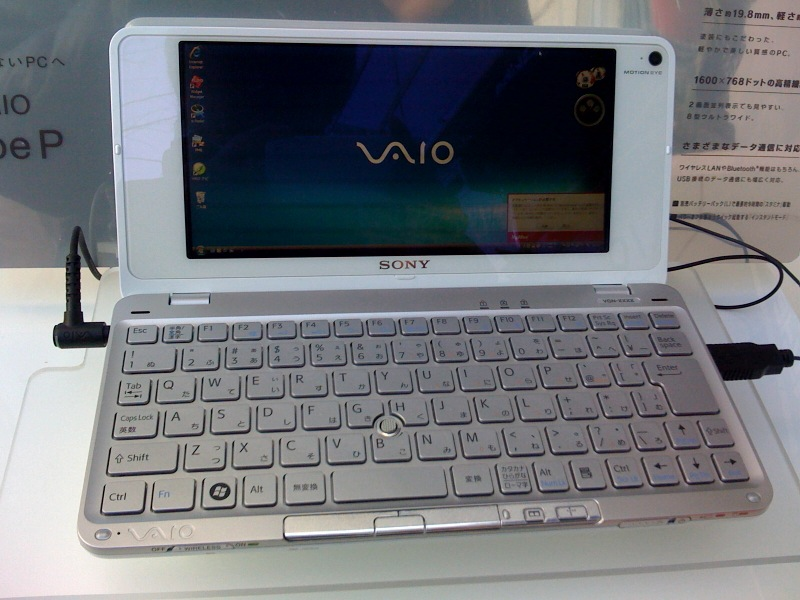
Sony Vaio modell P från 2009.

VAIO Corporation (Vaio förkortning för Visual Audio Intelligent Organizer) är en japansk tillverkare av PC-datorer. Vaio var ursprungligen ett av Sonys varumärken, introducerat 1996. Sony sålde i februari 2014 PC-delen av sin verksamhet till investeringsgruppen Japan Industrial Partners. Sony har behållit ett minoritetsägande i detta nya företag som för närvarande endast säljer datorer inom Japan.